# Campoplex restrictor
Campoplex restrictor är en stekelart som beskrevs av Aubert 1960. Campoplex restrictor ingår i släktet Campoplex och familjen brokparasitsteklar. Inga underarter finns listade.